# آنرول دو
آنرول دو (به انگلیسی: Unravel Two) یک بازی ویدئویی در سبک سکوبازی و معمایی است که توسط تیم سوئدی کُلد وود اینتراکتیو توسعه یافته و به‌وسیلهٔ شرکت الکترونیک آرتس در ۹ ژوئیه ۲۰۱۸ برای مایکروسافت ویندوز، پلی‌استیشن ۴ و اکس‌باکس وان، و نسخه کنسول نینتندو سوئیچ در ۲۲ مارس ۲۰۱۹ منتشر شده‌است. شخصیت اصلی این نسخه این بار متشکل از دو مخلوق کوچک انسان‌انگار است که از نخ بافته شده‌اند. این بازی دنباله‌ای بر بازی آنرول به‌شمار می‌رود که در سال ۲۰۱۶ منتشر شد. بر خلاف قسمت اول، آنرول دو دارای هر دو حالت تک‌نفره و چندنفره است، اگرچه تنها به صورت گیم پلی گروهی محلی.
آنرول دو بر طبق بازبینی جمعی وبگاه متاکریتیک به‌طور کلی با واکنش‌های مثبتی از سوی منتقدان همراه بود.